# Uskyldig mistænkt
Uskyldig mistænkt er en amerikansk stumfilm fra 1916 af Lloyd Ingraham.

## Medvirkende
- Thomas Jefferson som Arthur Gaylord.
- Elmer Clifton som Horace Gaylord.
- Robert Harron som Henry Gaylord.
- Loyola O'Conno som Miss Gaylord.
- William Higby som Jasper Starr.